# Населення Кот-д'Івуару
Населення Кот-д'Івуару. Чисельність населення країни 2015 року становила 23,295 млн осіб (55-те місце у світі). Оцінка кількості населення цієї держави враховує ефекти зайвої смертності через захворювання на СНІД. Чисельність івуарійців стабільно збільшується, народжуваність 2015 року становила 28,67 ‰ (44-те місце у світі), смертність — 9,55 ‰ (53-тє місце у світі), природний приріст — 1,91 % (55-те місце у світі) . 

## Природний рух

### Відтворення
Народжуваність у Кот-д'Івуарі, станом на 2015 рік, дорівнює 28,67 ‰ (44-те місце у світі). Коефіцієнт потенційної народжуваності 2015 року становив 3,54 дитини на одну жінку (44-те місце у світі). Рівень застосування контрацепції 18,2 % (станом на 2012 рік). Середній вік матері при народженні першої дитини становив 20 років, медіанний вік для жінок — 20—24 року (оцінка на 2012 рік).
Смертність в Кот-д'Івуарі 2015 року становила 9,55 ‰ (53-тє місце у світі).
Природний приріст населення в країні 2015 року становив 1,91 % (55-те місце у світі).

### Вікова структура

Віково-статева піраміда населення Кот-д'Івуару, 2016 рік

Середній вік населення Кот-д'Івуару становить 20,7 року (187-ме місце у світі): для чоловіків — 20,8, для жінок — 20,6 року. Очікувана середня тривалість життя 2015 року становила 58,34 року (202-ге місце у світі), для чоловіків — 57,21 року, для жінок — 59,51 року.
Вікова структура населення Кот-д'Івуару, станом на 2015 рік, мала такий вигляд:
- діти віком до 14 років — 37,94 % (4 456 646 чоловіків, 4 381 907 жінок);
- молодь віком 15—24 роки — 20,95 % (2 459 156 чоловіків, 2 420 284 жінки);
- дорослі віком 25—54 роки — 33,53 % (3 997 615 чоловіків, 3 812 563 жінки);
- особи передпохилого віку (55—64 роки) — 4,25 % (495 177 чоловіків, 493 854 жінки);
- особи похилого віку (65 років і старіші) — 3,34 % (375 276 чоловіків, 402 824 жінки)[1].

### Шлюбність— розлучуваність
Середній вік, коли чоловіки беруть перший шлюб, дорівнює 26,7 року, жінки — 19,5 року, загалом — 23,1 року (дані за 2005 рік).

## Розселення
Густота населення країни 2015 року становила 71,4 особи/км² (135-те місце у світі).

### Урбанізація
Кот-д'Івуар високоурбанізована країна. Рівень урбанізованості становить 54,2 % населення країни (станом на 2015 рік), темпи зростання частки міського населення — 3,69 % (оцінка тренду за 2010—2015 роки).
Головні міста держави: Абіджан — 4,86 млн осіб, Буаке — 762,0 тис. осіб, Ямусукро (столиця) — 259,0 тис. осіб (2014) (дані за 2015 рік).

### Міграції
Річний рівень еміграції 2015 року становив 0 ‰ (101-ше місце у світі). Цей показник не враховує різниці між законними і незаконними мігрантами, між біженцями, трудовими мігрантами та іншими.

#### Біженці й вимушені переселенці
У країні налічується 308,27 тис. внутрішньо переміщених осіб, через збройний конфлікт 2010—2011 років, громадянську війну 2002—2004 років, переважно в західній частині.
У країні перебуває 700 тис. осіб без громадянства. Значна кількість івуарійців не мають жодних документів, що підтверджують громадянство, а факт народження на території країни не надає такого права автоматично, це перекреслює для багатьох шлях до освіти, медичного обслуговування. Напруженню додає політична складова натуралізації такої великої кількості осіб, що може змістити етнічно-електоральну картину в державі. 2013 року були здійснені перші кроки у вирішенні цього питання урядом.
Кот-д'Івуар є членом Міжнародної організації з міграції (IOM).

## Расово-етнічний склад
| Етнічний склад (2011 рік) | Етнічний склад (2011 рік) | Етнічний склад (2011 рік) | Етнічний склад (2011 рік) | Етнічний склад (2011 рік) |
| ------------------------- | ------------------------- | ------------------------- | ------------------------- | ------------------------- |
| Етнос:                    |                           |                           | Відсоток:                 |                           |
| акан                      | акан                      |                           | 32.1%                     | 32.1%                     |
| гурма                     | гурма                     |                           | 15%                       | 15%                       |
| північні манде            | північні манде            |                           | 12.4%                     | 12.4%                     |
| кру                       | кру                       |                           | 9.8%                      | 9.8%                      |
| південні манде            | південні манде            |                           | 9%                        | 9%                        |
| інші                      | інші                      |                           | 21.9%                     | 21.9%                     |

Головні етноси країни: акан — 32,1 %, гурма — 15 %, північні манде — 12,4 %, кру — 9,8 %, південні манде — 9 %, інші — 21,9 % (оціночні дані за 2011—2012 рік).

## Мови
| Мови Кот-д'Івуару (2015 рік) | Мови Кот-д'Івуару (2015 рік) | Мови Кот-д'Івуару (2015 рік) | Мови Кот-д'Івуару (2015 рік) | Мови Кот-д'Івуару (2015 рік) |
| ---------------------------- | ---------------------------- | ---------------------------- | ---------------------------- | ---------------------------- |
| Мова:                        |                              |                              | Відсоток:                    |                              |
| французька                   | французька                   |                              | %                            | %                            |
| діула                        | діула                        |                              | %                            | %                            |
| інші                         | інші                         |                              | %                            | %                            |

Офіційна мова: французька. Інші поширені мови: діула та інші 60 місцевих африканських мов.

## Релігії
| Релігії в Кот-д'Івуарі (2012 рік) | Релігії в Кот-д'Івуарі (2012 рік) | Релігії в Кот-д'Івуарі (2012 рік) | Релігії в Кот-д'Івуарі (2012 рік) | Релігії в Кот-д'Івуарі (2012 рік) |
| --------------------------------- | --------------------------------- | --------------------------------- | --------------------------------- | --------------------------------- |
| Віросповідання:                   |                                   |                                   | Відсоток:                         |                                   |
| мусульмани                        | мусульмани                        |                                   | 40.2%                             | 40.2%                             |
| католики                          | католики                          |                                   | 19.4%                             | 19.4%                             |
| євангелісти                       | євангелісти                       |                                   | 19.3%                             | 19.3%                             |
| християни                         | християни                         |                                   | 4.5%                              | 4.5%                              |
| анімісти                          | анімісти                          |                                   | 12.8%                             | 12.8%                             |
| агностики                         | агностики                         |                                   | 1.4%                              | 1.4%                              |

Головні релігії й вірування, які сповідує, і конфесії та церковні організації, до яких відносить себе населення країни: іслам — 40,2 %, католицтво — 19,4 %, євангелізм — 19,3 %, методизм — 2,5 %, інші течії християнства — 4,5 %, анімізм — 12,8 %, інші, або не визначились — 1,4 % (станом на 2012 рік). Більшість трудових імігрантів сповідує іслам — 72 % і християнство — 18 %.

## Освіта
Рівень письменності 2015 року становив 43,1 % дорослого населення (віком від 15 років): 53,1 % — серед чоловіків, 32,5 % — серед жінок.
Державні витрати на освіту становлять 4,7 % ВВП країни, станом на 2014 рік (89-те місце у світі). Середня тривалість освіти становить 9 років, для хлопців — до 10 років, для дівчат — до 8 років (станом на 2014 рік).

## Охорона здоров'я
Забезпеченість лікарями в країні на рівні 0,14 лікаря на 1000 мешканців (станом на 2008 рік). Забезпеченість лікарняними ліжками в стаціонарах — 0,4 ліжка на 1000 мешканців (станом на 2006 рік). Загальні витрати на охорону здоров'я 2014 року становили 5,7 % ВВП країни (78-ме місце у світі).
Смертність немовлят до 1 року, станом на 2015 рік, становила 58,7 ‰ (22-ге місце у світі); хлопчиків — 64,77 ‰, дівчаток — 52,44 ‰. Рівень материнської смертності 2015 року становив 645 випадків на 100 тис. народжень (27-ме місце у світі).
Кот-д'Івуар входить до складу ряду міжнародних організацій: Міжнародного руху (ICRM) і Міжнародної федерації товариств Червоного Хреста і Червоного Півмісяця (IFRCS), Дитячого фонду ООН (UNISEF), Всесвітньої організації охорони здоров'я (WHO).

### Захворювання
Потенційний рівень зараження інфекційними хворобами в країні дуже високий. Найпоширеніші інфекційні захворювання: діарея, гепатит А, черевний тиф, малярія, гарячка денге, жовта гарячка, шистосомози, сказ, менінгококовий менінгіт (станом на 2016 рік).
2014 року було зареєстровано 460,1 тис. хворих на СНІД (16-те місце у світі), це 3,46 % населення в репродуктивному віці 15—49 років (18-те місце у світі). Смертність 2014 року від цієї хвороби становила 21,8 тис. осіб (14-те місце у світі).
Частка дорослого населення з високим індексом маси тіла 2014 року становила 8 % (149-те місце у світі); частка дітей віком до 5 років зі зниженою масою тіла становила 15,7 % (оцінка на 2012 рік). Ця статистика показує як власне стан харчування, так і наявну/гіпотетичну поширеність різних захворювань.

### Санітарія
Доступ до облаштованих джерел питної води 2015 року мало 93,1 % населення в містах і 68,8 % в сільській місцевості; загалом 81,9 % населення країни. Відсоток забезпеченості населення доступом до облаштованого водовідведення (каналізація, септик): в містах — 32,8 %, в сільській місцевості — 10,3 %, загалом по країні — 22,5 % (станом на 2015 рік). Споживання прісної води, станом на 2008 рік, дорівнює 1,55 км³ на рік, або 83,07 тонни на одного мешканця на рік: з яких 41 % припадає на побутові, 21 % — на промислові, 38 % — на сільськогосподарські потреби.

## Соціально-економічне становище
Співвідношення осіб, що в економічному плані залежать від інших, до осіб працездатного віку (15—64 роки) загалом становить 83,5 % (станом на 2015 рік): частка дітей — 77,9 %; частка осіб похилого віку — 5,6 %, або 18 потенційно працездатних на 1 пенсіонера. Загалом ці показники характеризують рівень потреби державної допомоги в секторах освіти, охорони здоров'я та пенсійного забезпечення, відповідно. За межею бідності 2006 року перебувало 42 % населення країни. Розподіл доходів домогосподарств у країні має такий вигляд: нижній дециль — 2,2 %, верхній дециль — 31,8 % (станом на 2008 рік).
Станом на 2012 рік, у країні 15 млн осіб не має доступу до електромереж; 26 % населення має доступ, в містах цей показник дорівнює 42 %, у сільській місцевості — 8 %. Рівень проникнення інтернет-технологій низький. Станом на липень 2015 року в країні налічувалось 4,892 млн унікальних інтернет-користувачів (129-те місце у світі), що становило 21 % загальної кількості населення країни.

### Трудові ресурси
Загальні трудові ресурси 2015 року становили 8,31 млн осіб (59-те місце у світі). Зайнятість економічно активного населення у господарстві країни розподіляється таким чином: аграрне, лісове і рибне господарства — 68 %; промисловість і будівництво — 32 % (станом на 2007 рік). 1,796 млн дітей у віці від 5 до 14 років (35 % загальної кількості) 2006 року були залучені до дитячої праці. Дані про рівень безробіття серед працездатного населення країни, станом на 2015 рік, відсутні.

## Кримінал

### Наркотики

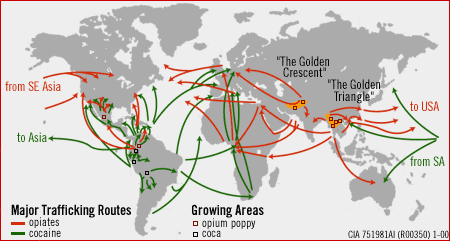
Світові маршрути наркотрафіку

Нелегальний виробник марихуани, переважно на внутрішній ринок. На фоні політичної нестабільності, роль країни як перевалочного пункту на шляху наркотрафіку до Європи значно скоротилась. Через корупцію й недостатній банківський контроль країна уразлива до відмивання грошей, у той самий час через відсутність розвиненої фінансової системи можливості обмежені (оцінка ситуації 2008 року).

### Торгівля людьми
Згідно зі щорічною доповіддю про торгівлю людьми (англ. Trafficking in Persons Report) Управління з моніторингу та боротьби з торгівлею людьми Державного департаменту США, уряд Кот-д'Івуару докладає значних зусиль у боротьбі з явищем примусової праці, сексуальної експлуатації, незаконною торгівлею внутрішніми органами, але законодавство відповідає мінімальним вимогам американського закону 2000 року щодо захисту жертв (англ. Trafficking Victims Protection Act’s) не повною мірою, країна перебуває у списку другого рівня.

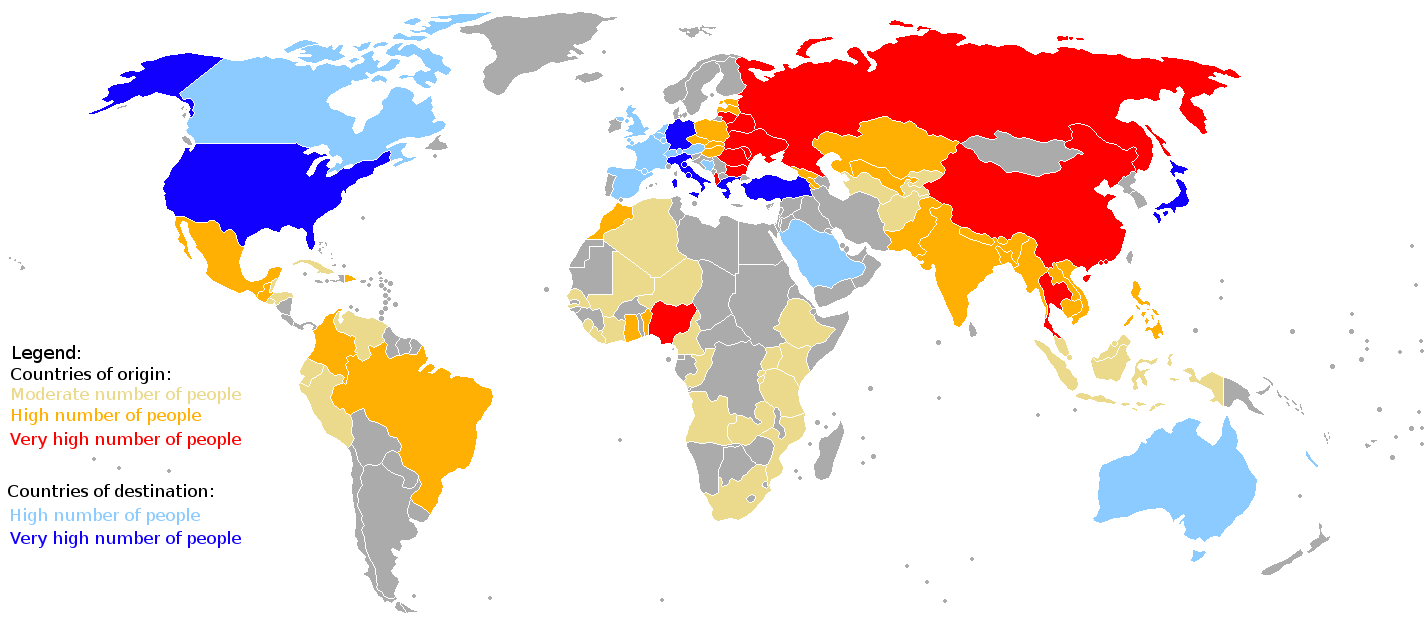
Країни-донори (червоний) і країни-реципієнти кримінальних потоків  (англ.)
Глобальна боротьба з торгівлею людьми (англ.)

## Гендерний стан
Статеве співвідношення (оцінка 2015 року):
- при народженні — 1,03 особи чоловічої статі на 1 особу жіночої;
- у віці до 14 років — 1,02 особи чоловічої статі на 1 особу жіночої;
- у віці 15—24 років — 1,02 особи чоловічої статі на 1 особу жіночої;
- у віці 25—54 років — 1,05 особи чоловічої статі на 1 особу жіночої;
- у віці 55—64 років — 1 особи чоловічої статі на 1 особу жіночої;
- у віці за 64 роки — 0,93 особи чоловічої статі на 1 особу жіночої;
- загалом — 1,02 особи чоловічої статі на 1 особу жіночої[1].

## Демографічні дослідження
Демографічні дослідження в країні ведуться рядом державних і наукових установ:

### Українською
- Атлас. 10—11 клас. Економічна і соціальна географія світу / упорядники :  О. Я. Скуратович, Н. І. Чанцева. — К. : ДНВП «Картографія», 2010. — ISBN 978-966-475-639-3.
- Атлас світу / голов. ред. І. С. Руденко ; зав. ред. В. В. Радченко ; відп. ред. О. В. Вакуленко. — К. : ДНВП «Картографія», 2005. — 336 с. — ISBN 9666315467.
- Безуглий В. В. Економічна і соціальна географія зарубіжних країн : Навчальний посібник. — К. : ВЦ «Академія», 2007. — 704 с. — ISBN 978-966-580-239-6.
- Безуглий В. В., Козинець С. В. Регіональна економічна і соціальна географія світу : Навчальний посібник. — видання 2-ге, доп., перероб. — К. : ВЦ «Академія», 2007. — 688 с. — ISBN 966-580-144-9.
- Головченко В. І., Кравчук О. Країнознавство: Азія, Африка, Латинська Америка, Австралія і Океанія. — К., 2006. — 335 с. — ISBN 966-8939-04-2.
- Гудзеляк І. І. Географія населення: Навчальний посібник / І. Гудзеляк. — Л. : Видавничий центр ЛНУ імені Івана Франка, 2008. — 232 с. — ISBN 978-966-613-599-8.
- Дахно І. І. Країни світу: Енциклопедичний довідник / І. І. Дахно, С. М. Тимофієв. — К. : Мапа, 2011. — 606 с. — (Бібліотека нового українця) — ISBN 978-966-8804-23-6.
- Дахно І. І. Економічна географія зарубіжних країн : навчальний посібник. — К. : Центр учбової літератури, 2014. — 319 с. — ISBN 978-611-01-0682-5.
- Джаман В. О. Регіональні системи розселення: демографічні аспекти. — Чернівці : Рута, 2003. — 392 с. — ISBN 9665685988.
- Дорошенко Л. С. Демографія: Навчальний посібник. — К. : МАУП, 2005. — 112 с. — ISBN 966-608-442-2.
- Дубович І. А. Країнознавчий словник-довідник. — 5-те вид., перероб. і доп. — К. : Знання, 2008. — 839 с. — ISBN 978-966-346-330-8.
- Економічна і соціальна географія країн світу. Навчальний посібник / За ред. Кузика С. П. — Л. : Світ, 2002. — 672 с. — ISBN 966-603-178-7.
- Загальна медична географія світу / В. О. Шевченко [та ін.] — К. : [б.в.], 1998. — 178 с.
- Книш М. М., Мамчур О. І. Регіональна економічна і соціальна географія світу (Латинська Америка та Карибські країни, Африка, Азія, Океанія) : навч. посіб. — Л. : ЛНУ ім. Івана Франка, 2013. — 368 с. — ISBN 978-617-10-0007-0.
- Крисаченко В. С. Динаміка населення: Популяційні, етнічні та глобальні виміри. — К. : Видавництво Національного інституту стратегічних досліджень, 2005. — 368 с. — ISBN 966-554-083-1.
- Любіцева О. О., Мезенцев К. В., Павлов С. В. Географія релігій. — К. : АртЕК, 1999. — 504 с. — ISBN 966-505-006-0.
- Масляк П. О. Країнознавство. — К. : Знання, 2007. — 292 с. — (Вища освіта XXI століття)
- Масляк П. О., Дахно І. І. Економічна і соціальна географія світу / П. О. Масляк, І. І. Дахно ; за ред. П. О. Масляка. — К. : Вежа, 2003. — 280 с. — ISBN 966-7091-53-8.

### Російською
- (рос.) Берег Слоновой Кости // Демографический энциклопедический словарь / главн. ред. Валентей Д. И. — М. : Советская энциклопедия, 1985. — 608 с.
- (рос.) Берег Слоновой Кости // Африка: энциклопедический справочник [в 2-х тт.] / гл. ред. А. А. Громыко. — М. : Советская энциклопедия, 1986. — Т. 1. — 672 с.
- (рос.) Берег Слоновой Кости // Страны и народы. Африка. Западная и Центральная Африка / Редкол. : М. Б. Горнунг, Г. Б. Старушенко (отв. ред.) и др. — М. : «Мысль», 1979. — 301 с. — (Страны и народы) — 180 тис. прим.
- (рос.) Атлас народов мира / Отв. ред. С. И. Брук и В. С. Апенченко. — М. : ГУГК ГГК СССР и Институт этнографии им. Н. Н. Миклухо-Маклая АН СССР, 1964. — 185 с. — 20 тис. прим.
- (рос.) Численность и расселение народов мира. Этнографические очерки / под ред. С. И. Брука. — М. : Издательство АН СССР, 1962. — 487 с.
- (рос.) Лаппо Г. М. География городов: Учебное пособие для географических факультетов вузов. — М. : Туманит, изд. центр ВЛАДОС, 1997. — 476 с. — ISBN 5-691-00047-0.
- (рос.) Ягельский А. География населения. — М. : Прогресс, 1980. — 383 с.